# Heffron
USAT Heffron byla americká dopravní loď, která odvezla poslední sibiřské legionáře z Vladivostoku po skončení první světové války.
Trup lodi byl na objednávku americké armády založen 31. prosince 1918 v loděnicích Bethlehem Steel Co. v kalifornské Alemadě, dokončený byl v květnu 1919. Byl 134 metrů dlouhý a měl výtlak 7611 BRT. Domovským přístavem byl od dubna 1920 Fort  Mason v Kalifornii a kapitán James W. Scott. Od ledna 1921 bylo plavidlo v New Yorku přeloženo do zálohy.

## Transporty Čs. legionářů
8. transport (875 legionářů + 2 různí) s velitelem mjr. Václavem Benešem vyrážel 13. srpna 1919 po sestavení soupisu bratří určených k evakuaci. Po nalodění se s transportem přišel rozloučit gen. Čeček se svým štábem. Vojáci vtipkovali o nešťastné třináctce, také vodní hladina stála na stupnici ponoru na třináctce a podle proroctví kteréhosi sibiřského mužika byli přesvědčeni, že by se mohlo jednat o jediný čs. transport který by měl ztroskotat. Loď najela na útesy v bouři v noci třetí den. Další den do moře pokrytého naftou nastoupili potápěči a o vyproštění se pokusil japonský křižník přivázaný k zádi. Lano ale prasklo a legionáři byli další den převezeni na barážích do přístavu Modži, kde měli k dispozici jeden sklad a ubytování v domě YMCA. Pro velké poškození byl Heffron odtažený do suchého doku v Kóbe, kam se 3. září přesunul i 8. transport. Legionáři obdrželi po ztroskotání a záchraně Japonskou vlajku a stříbrný pohár který vyhrálo fotbalové družstvo v Kóbe. 31. října transport pokračoval do Šanghaje, Singapuru, a 19. listopadu přímo do Suezu. Ráno 11. prosince zastavila loď v Port Saidu, pokračovala do Středozemního moře a 17. prosince připlula do Terstu, kde však nikdo nečekal pro omylem nedošlý telegram. Legionáři tak dále pokračovali prostými, netopenými vagony s podestlanou slámou aby dorazili domů dříve.
36. transport 720 československých legionářů (+ 451 různých) z Ruska trval od 2. září 1920 do 11. listopadu 1920 a velel mu mjr. Hynek Koptík. Jednalo se zejména o strážní roty, které prováděly ostrahu zbylých čs. majetků, personál tvořili zejména čeští Němci. Loď putovala Tichým oceánem k Havajským ostrovům, Panamskému průplavu dlouhému 82 km (vybudovanému v roce 1914) a po zastávce v Colńu loď pokračovala Atlantským oceánem do Gibraltaru a Středozemním mořem do Terstu, kam dorazila přesně dva roky po skončení světové války. Odtud pokračovali legionáři sanitními vlaky č. 27, 28 a 50 do Prahy, kde byli slavnostně uvítáni. Kromě dalších repatriovaných občanů a válečných zajatců tímto skončila oficiální evakuace čs. vojska. Ve Vladivostoku dále fungovaly kanceláře čs. úřadů, které prováděly likvidaci činnosti čs. vojska, rozprodávaly majetky a sháněli zboží a suroviny. Pobočky zde měly i firmy jako Legiobanka, pokračovala repatriace rakouskouherských zajatců a návrat čs. krajanů, kteří utíkali před sovětskou mocí nebo legionáři kteří se opožděně také rozhodli pro návrat domů. 
Poslední velký transport 579 čs. příslušníků tak odjel z Vladivostoku 29. ledna 1922 s britskou lodí SS Almeria.

## V kultuře
Název transportní lodi nese od roku 2020 pětiletý panamský rum prostějovského výrobce Palírna U Zeleného stromu.